# Francis Whittier Pennell
Francis Whittier Pennell, född den 4 augusti 1886 i Wawa, Pennsylvania, död den 3 februari 1952 i Media, Pennsylvania, var en amerikansk botaniker mest känd för sina studier på flenörtsväxter. Som anställd vid New York Botanical Garden och Academy of Natural Sciences of Drexel University utförde han botanisk forskning i både Nord- och Sydamerika.
Auktorsnamnet Pennell kan användas för Francis Whittier Pennell i samband med ett vetenskapligt namn inom botaniken; se Wikipediaartiklar som länkar till auktorsnamnet.